# 福尔克尔·菲舍尔
福尔克尔·菲舍尔（德語：Volker Fischer，1950年8月15日—），生于伊瑟隆，德国男子击剑运动员。他曾参加1976年、1984年和1988年三届夏季奥运会，共获得一枚金牌和两枚银牌。